# Otton I Wielki
Otton I Wielki (ur. 23 listopada 912, zm. 7 maja 973 w Memleben) – książę Saksonii 936–961, król niemiecki od 936 i cesarz rzymski od 962, z dynastii Ludolfingów.

## Życiorys
Był synem Henryka I Ptasznika, króla Niemiec i jego drugiej żony Matyldy z Ringelheim, córki saskiego hrabiego Dytryka.
Otton został królem Niemiec w drodze elekcji w roku 936. Uroczysta koronacja odbyła się w Akwizgranie w tym samym roku.
Po koronacji musiał zwalczyć bunt książąt Saksonii, Bawarii, Lotaryngii i Frankonii wspieranych przez braci Ottona Thankmara i Henryka. Po zwycięstwie w 939 roku rozpoczął proces umacniania władzy opierając się na Kościele i związkach dynastycznych.
Prowadził politykę ekspansywną wobec Słowian tworząc na ich terenach liczne marchie, osiągając brzegi Odry. Uzależnił od Niemiec Włochy, Czechy i Danię. Podbitą ludność chrystianizował. 10 sierpnia 955 pokonał Madziarów w bitwie na Lechowym Polu koło Augsburga, powstrzymując ich najazdy na środkową Europę. Od 963 roku Otton otrzymywał trybut od Mieszka I, księcia Polan (według przekazu kronikarza Thietmara) z części jego ziem – ta informacja bywa jednak kwestionowana przez znaczną część badaczy.
2 lutego 962 papież Jan XII koronował Ottona w Rzymie na cesarza rzymskiego. Chcąc jednak ułatwić sobie uznanie ze strony Bizancjum używał on tego tytułu bez przymiotnika „rzymski”. Jeszcze za swego życia w 967 Otton I uczynił cesarzem swego syna Ottona II.
Po roku 967 cesarz Zachodu Otton I Wielki zamierzał doprowadzić do pojednania z Cesarstwem Bizantyńskim. Domagał się jednak prowincji bizantyńskich na Półwyspie Apenińskim. W tym celu Otton wysłał do Konstantynopola biskupa Cremony Liutpranda. Misja zakończyła się fiaskiem, a Bizancjum wysłało do Italii wojsko i okręty wojenne.
Otton I podjął wówczas najazd na ziemie Cesarstwa Bizantyńskiego w Italii. Wiosną roku 969 przerwał wyprawę i opuścił południowe Włochy pozostawiając dalszą wojnę Pandolfowi z Kapui, który wkrótce dostał się do niewoli bizantyńskiej. W tej sytuacji Otton posłał na południe Włoch kolejne wojska, które rozbiły armię bizantyńską w bitwie pod Ascoli (Asculum) w roku 969. Mimo zwycięstwa Ottona sytuacja w południowych Włoszech nie uległa zmianie.
W zaistniałej sytuacji w roku 972 Otton zaproponował Cesarstwu Bizantyjskiemu zwrot podbitych ziem na terenie Włoch w zamian za wzajemne uznanie tytułów cesarskich. Układ ten został przypieczętowany małżeństwem Ottona II z księżniczką Teofano, krewną cesarza bizantyjskiego Jana I Tzimiskesa.
Otton I zmarł w wieku 60 lat i został pochowany w katedrze w Magdeburgu.

## Małżeństwa i potomstwo
Otton I był dwukrotnie żonaty. Pierwszą żoną była Edyta Angielska, córka króla Edwarda Starszego. Po raz drugi ożenił się w październiku 951 roku z Adelajdą, córką króla Burgundii – Rudolfa II.
Z pierwszego małżeństwa pochodzili:
- Ludolf, ur. 930, zm. 6 września 957, książę Szwabii.
- Ludgarda, zm. 18 listopada 953, od 947 roku żona Konrada Rudego, księcia Lotaryngii.

Z drugiego małżeństwa pochodzili:
- Henryk, ur. 952, zm. 7 kwietnia około 954
- Bruno, ur. 953, zm. 8 września 957
- Otto II, ur. 955, zm. 7 grudnia 983, cesarz rzymski
- Matylda, opatka w Quedlinburgu, ur. pod koniec 955, zm. 6 lutego 999

Z nieformalnego związku, prawdopodobnie z córką Tęgomira, księcia Stodoran, pochodził:
- Wilhelm, zm. 968, arcybiskup Moguncji.